# Voldemar Puhk

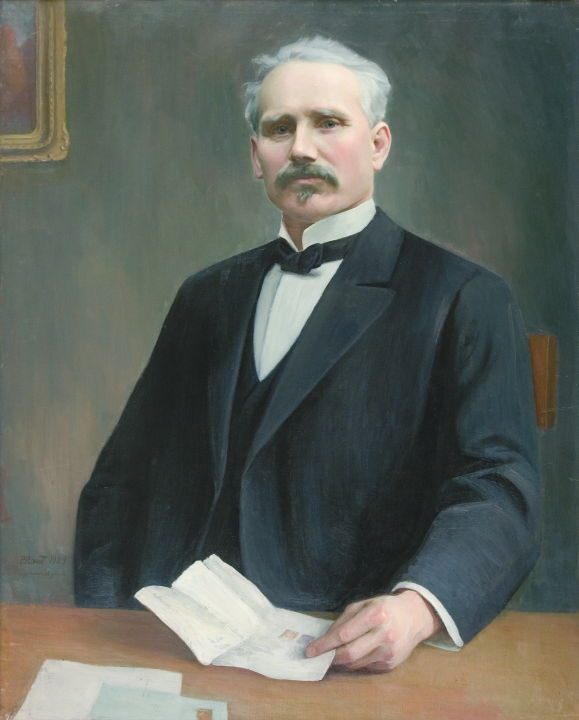
Voldemar Puhk

Voldemar Puhk (* 29. Novemberjul. / 11. Dezember 1891greg. in Viljandi; † 3. Mai 1937 in Tallinn) war ein estnischer Geschäftsmann und Diplomat.

## Frühe Jahre
Voldemar Puhk wurde als Sohn des erfolgreichen Getreidehändlers, Kaufmanns und Mühlenbesitzers Jaak-Johannes Puhk († 1917) geboren, der 1889 in Viljandi eine Streichholzfabrik gegründet hatte.
Von 1903 bis 1911 besuchte Voldemar Puhk das renommierte Alexander-Gymnasium in Riga. Anschließend studierte er von 1911 bis 1917 Rechtswissenschaft an der Universität Petersburg. 1922 legte er sein juristisches Examen an der Universität Tartu ab.

## Politik und Wirtschaft
Ab 1913 war Voldemar Puhk gemeinsam mit seinem Vater und seinen Brüdern Eigentümer des von seinem Vater gegründeten Kaufhauses Jaak Puhk ja Pojad („Jaak Puhk und Söhne“), einer Großmühle und ab 1924 der ehemaligen Metallfabrik Ilmarine. Er wurde dadurch zu einem der reichsten Unternehmer Estlands.
Daneben war Puhk ab 1918 auch politisch tätig. In den Umbruchsjahren 1918/19 war er in der estnischen Regierung für Fragen der Nahrungsmittelversorgung zuständig. Die Familie Puhk gehörte zu den Finanziers der Provisorischen Regierung Estlands.
Mit der estnischen Unabhängigkeit ging er in den konsularischen Dienst seines Landes. Von 1919 bis 1921 war Puhk Generalkonsul der Republik Estland in Berlin. Im Berliner Tiergarten erwarb er aus seinem Privatvermögen das Gebäude, in dem ab Mai 1920 die estnische Gesandtschaft tätig war und in dem sich heute die estnische Botschaft befindet.
Ab 1924 war Puhk hauptsächlich als Geschäftsführer der Firma Ilmarine tätig. Daneben war die Firma Puhk in den 1930er Jahren einer der größten Autohändler Estlands. Seit 1935 war Voldemar Puhk außerdem Honorarkonsul Japans in Tallinn. Puhk erkrankte früh an Tuberkulose und zog sich häufig zur Erholung in die Schweiz zurück. Er starb 1937 an Herzversagen in der estnischen Hauptstadt.
Das Schicksal seiner drei Brüder Joakim (1888–1942), Aleksander (1893–1941) und Evald (1897–1942) blieb ihm daher erspart, die mit der sowjetischen Besetzung Estlands enteignet wurden und im Gulag starben. Nur der Bruder Eduard (1890–1943), der geschäftlich nach Finnland umgezogen war und 1934 in Helsinki eine Mühle gegründet hatte (heute Firma Helsingin Mylly Oy), und die Schwester Marie (1885–1952), die als Zahnärztin nach Deutschland übersiedelte, überlebten.
Voldemar Puhk liegt heute auf dem Waldfriedhof (metsakalmistu) von Tallinn begraben.